# 斯廷 (明尼蘇達州)
斯廷（英語：Steen）是一個位於美國明尼蘇達州羅克縣的城市。

## 歷史
斯廷於1888年成立，得名自來自挪威的早期定居者的兒子約翰·P·斯廷（John P. Steen）及奧萊·P·斯廷（Ole P. Steen）兄弟。斯廷的郵局於1888年設立，其後於2011年停運。

## 人口
根據2020年美國人口普查的數據，斯廷的面積為1.13平方千米，皆為陸地。當地共有人口171人，而人口密度為每平方千米151人。